# Cash Box Top 100 Pop Singles
El Cash Box Top 100 Pop Singles fue una lista de éxitos de Estados Unidos para canciones, publicada semanalmente por la revista Cash Box, que comenzó a publicarse en 1942. Mientras que Billboard clasificaba los sencillos mezclando la difusión total en las estaciones de radio y las ventas de sencillos de toda Norteamérica, Cash Box presentaba sus clasificaciones a través de todas las ventas y difusión de las canciones sin dividir los géneros para formular la popularidad generalizada de la presencia general de un sencillo. Muchos sencillos que alcanzaron el número uno en Cash Box no lo hicieron en Billboard y viceversa.

## Historia
Cash Box fue una publicación semanal de máquinas de monedas y de la industria musical desde julio de 1942 hasta su último número, el 16 de noviembre de 1996. Cash Box presentó su lista de sencillos más vendidos, bajo el nombre de The Cash Box Disc-Hits Box Score (compilado por Jack “One-Spot” Tunnis) en la edición del 7 de noviembre de 1944 (para la semana de la lista una semana antes, hasta agosto de 1945, cuando la semana de la lista se sincronizó con la fecha de la edición).
Las listas de los más vendidos originalmente variaban en profundidad de 21 a 50 posiciones. Cash Box combinó todas las grabaciones disponibles de una canción en una sola posición de la lista, con información del artista y el sello discográfico listada para cada versión, ordenada alfabéticamente por sello, pero sin indicación de qué versión fue la más vendida. A partir de la semana del 11 de agosto de 1947, la lista se estabilizó en 40 posiciones. Con la edición del 13 de octubre de 1951, la lista aumentó a 50 posiciones bajo el nombre The Nation's Top 50 Best Selling Records. En este punto, las listas todavía no especificaban qué versiones eran las más populares. En la edición del 25 de octubre de 1952, Cash Box comenzó a designar la versión exitosa de cada canción colocando una estrella junto a los nombres de los artistas.
En la edición del 4 de agosto de 1956, el nombre se cambió a The Cash Box Top 50 Best Selling Tunes on Records. La lista se amplió a 60 posiciones la semana del 13 de abril de 1957; a 75 posiciones la semana del 21 de junio de 1958; y finalmente al top 100 la semana del 13 de septiembre de 1958. El Top 100 Singles siguió siendo una lista basada en ventas hasta los años 1970, cuando se empezaron a incorporar datos de difusión.

## Looking Ahead
En la edición del 3 de octubre de 1959, Cash Box presentó la lista Looking Ahead, que enumeraba hasta 50 discos prometedores que mostraban signos de entrar en el Top 100 Pop Singles. Esta lista se incluyó en la revista hasta la edición del 27 de marzo de 1993, con la excepción de ciertos períodos de tiempo, particularmente el de marzo de 1982 a julio de 1990, cuando no se publicó la lista. La lista incluya columnas que mostraban la posición en la semana anterior y el número total de semanas en el lista de un sencillo.

## Hitos de artistas

### Artistas con más canciones en el número uno
| Canciones | Artista                  |
| --------- | ------------------------ |
| 22        | The Beatles              |
| 17        | Elvis Presley            |
| 13        | The Supremes             |
| 11        | Stevie Wonder            |
| 10        | Elton John               |
| 9         | The Rolling Stones       |
| 8         | Bee Gees                 |
| 8         | Paul McCartney and Wings |
| 7         | The Jackson 5            |
| 6         | The Four Seasons         |
| 6         | Diana Ross               |
| Fuente:   |                          |

### Artistas con la mayor cantidad de semanas acumuladas en el número uno
| Semanas en el NO.1 | Artista            |
| ------------------ | ------------------ |
| 68                 | The Beatles        |
| 56                 | Elvis Presley      |
| 24                 | Bee Gees           |
| 22                 | Perry Como         |
| 22                 | Patti Page         |
| 21                 | The Four Aces      |
| 20                 | Tony Bennett       |
| 18                 | The Monkees        |
| 18                 | The Rolling Stones |
| 18                 | The Supremes       |
| 17                 | Percy Faith        |
| 17                 | The Four Seasons   |
| 17                 | Guy Mitchell       |
| 16                 | Elton John         |
| 16                 | Diana Ross         |
| 16                 | Stevie Wonder      |
| Fuente:            |                    |

### Artistas con más entradas en las listas
| Entradas | Artista         |
| -------- | --------------- |
| 131      | Elvis Presley   |
| 81       | James Brown     |
| 70       | Ray Charles     |
| 63       | The Beatles     |
| 58       | Connie Francis  |
| 55       | Perry Como      |
| 55       | Fats Domino     |
| 55       | Frank Sinatra   |
| 54       | Paul Anka       |
| 53       | Pat Boone       |
| 52       | Aretha Franklin |
| 52       | Marvin Gaye     |
| 52       | Brenda Lee      |
| 51       | Rick Nelson     |
| 49       | Jackie Wilson   |
| Fuente:  |                 |

## Hitos de canciones

### Canciones con mayor duración en las listas
| Semanas | Canción                      | Artista            | Año(s)  |
| ------- | ---------------------------- | ------------------ | ------- |
| 43      | «The Twist»                  | Chubby Checker     | 1960–62 |
| 36      | «I Go Crazy»                 | Paul Davis         | 1977–78 |
| 35      | «I Love the Nightlife»       | Alicia Bridges     | 1978–79 |
| 34      | «Another One Bites the Dust» | Queen              | 1980–81 |
| 34      | «She's Gone»                 | Hall & Oates       | 1974–76 |
| 32      | «Celebration»                | Kool & the Gang    | 1980–81 |
| 32      | «Feelings»                   | Morris Albert      | 1975–76 |
| 31      | «Jessie's Girl»              | Rick Springfield   | 1981    |
| 31      | «Drivin' My Life Away»       | Eddie Rabbitt      | 1980–81 |
| 31      | «Hot Child in the City»      | Nick Gilder        | 1978–79 |
| 31      | «Why Me»                     | Kris Kristofferson | 1973    |
| 31      | «Wipe Out»                   | The Surfaris       | 1963–66 |
| Fuente: |                              |                    |         |

## Lectura adicional
- Hoffmann, Frank W. (1983). The Cash Box Singles Charts, 1950-1981 (en inglés). Scarecrow Press. ISBN 978-0-8108-1595-7. Consultado el 27 de diciembre de 2024.
- Downey, Pat; Albert, George; Hoffmann, Frank W. (1994). Cash Box Pop Singles Charts, 1950-1993 (en inglés). Libraries Unlimited. ISBN 978-1-56308-316-7. Consultado el 27 de diciembre de 2024.
- Whitburn, Joel (2014). Joel Whitburn's Cash Box Pop Hits, 1952-1996. Record Research. ISBN 978-0-89820-209-0. OCLC 875558025. Consultado el 27 de diciembre de 2024.